# Quốc kỳ Cộng hòa Xã hội chủ nghĩa Xô viết Liên bang Nga
Quốc kỳ Cộng hòa Xã hội chủ nghĩa Xô viết Liên bang Nga là quốc kỳ thời kỳ Nga Xô viết sử dụng lá cờ. Ban đầu nó là một lá cờ đỏ, và cuốn sách vàng được trang trí ở góc trên bên trái được viết tắt là chữ viết tắt, tên đầy đủ của Cộng hòa Xã hội chủ nghĩa Xô viết Liên bang Nga. Năm 1954, nó được đổi thành hình dạng cờ Liên Xô, ngoại trừ bên trái có màu xanh nhạt. Vào ngày 1 tháng 11 năm 1991, Cộng hòa Xã hội chủ nghĩa Xô viết Liên bang Nga đã đổi thành cờ Liên bang Nga với cờ ba màu trắng, xanh và đỏ tương tự như cờ Đế quốc Nga trước cách mạng nhưng với tỷ lệ 1:2.

## Lịch sử và biến thể
- Cộng hòa Xã hội chủ nghĩa Xô viết Liên bang Nga (11/1917 – 10/1918)
- Cộng hòa Xã hội chủ nghĩa Xô viết Liên bang Nga (1918 – 1937)
- Cộng hòa Xã hội chủ nghĩa Xô viết Liên bang Nga (1937 – 1954)
- Cộng hòa Xã hội chủ nghĩa Xô viết Liên bang Nga (1954 – 1991)

## Thiết kế
| Phương pháp vẽ |
| -------------- |
|                |